# ジャン・イシュビア
ジャン・ダヴィッド・イシュビア（フランス語: Jean David Ichbiah、1940年3月25日 - 2007年1月26日）は、フランスの計算機科学者。
1977年から1983年までAdaの主任設計者を務めていた。

## ルーツ
テッサロニキからフランスに移住したギリシャ系・トルコ系ユダヤ人の子孫である。

## 経歴・活動
1972年から1974年にかけ、『LIS』の設計に携わったほか、IFIP WG 2.4 on Systems Implementation Languagesの創設者らの一員でもあった。CIIハネウェル・ブル（のちのBull）に入社し、計算機科学研究部門の一員として活動した。あるときアメリカ合衆国国防省で使用する組み込みのプログラミング言語を選ぶコンペティションに『Green』と命名した言語設計を提出した。1978年にそれが採用され、『Ada』と名付けられた後もそれの主任設計者として活動した。1980年にCIIハネウェル・ブルを離れ、ラ・セル＝サン＝クルーにアルシス社を設立し、Ada83やAdaのコンパイラ事業を行った。1990年代にキーボードレイアウト『FITALY』を考案し、そのほかテキストウェア・ソリューションズ社を設立した。
脳腫瘍ができ、それの合併症により66歳で死去した。

## 出版物
- Jean Ichbiah (October 1984). “Ada: Past, Present, Future — An Interview with Jean Ichbiah, the Principal Designer of Ada”. Communications of the ACM 27 (10):  990–997. doi:10.1145/358274.358278.